# Mort (mitologia)

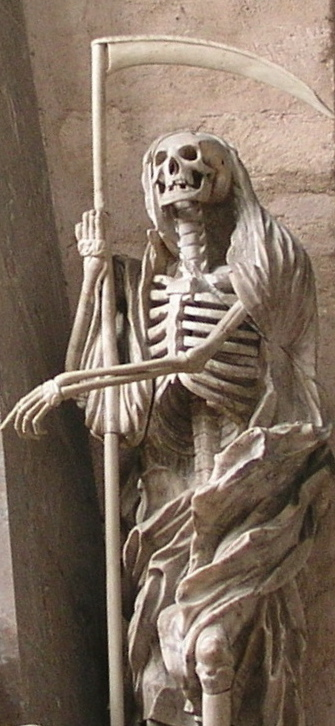
Estàtua de la Mort, personificada per un esquelet humà vestit d'un suaire i agarrant una dalla, a la Catedral de Trèveris, Alemanya.

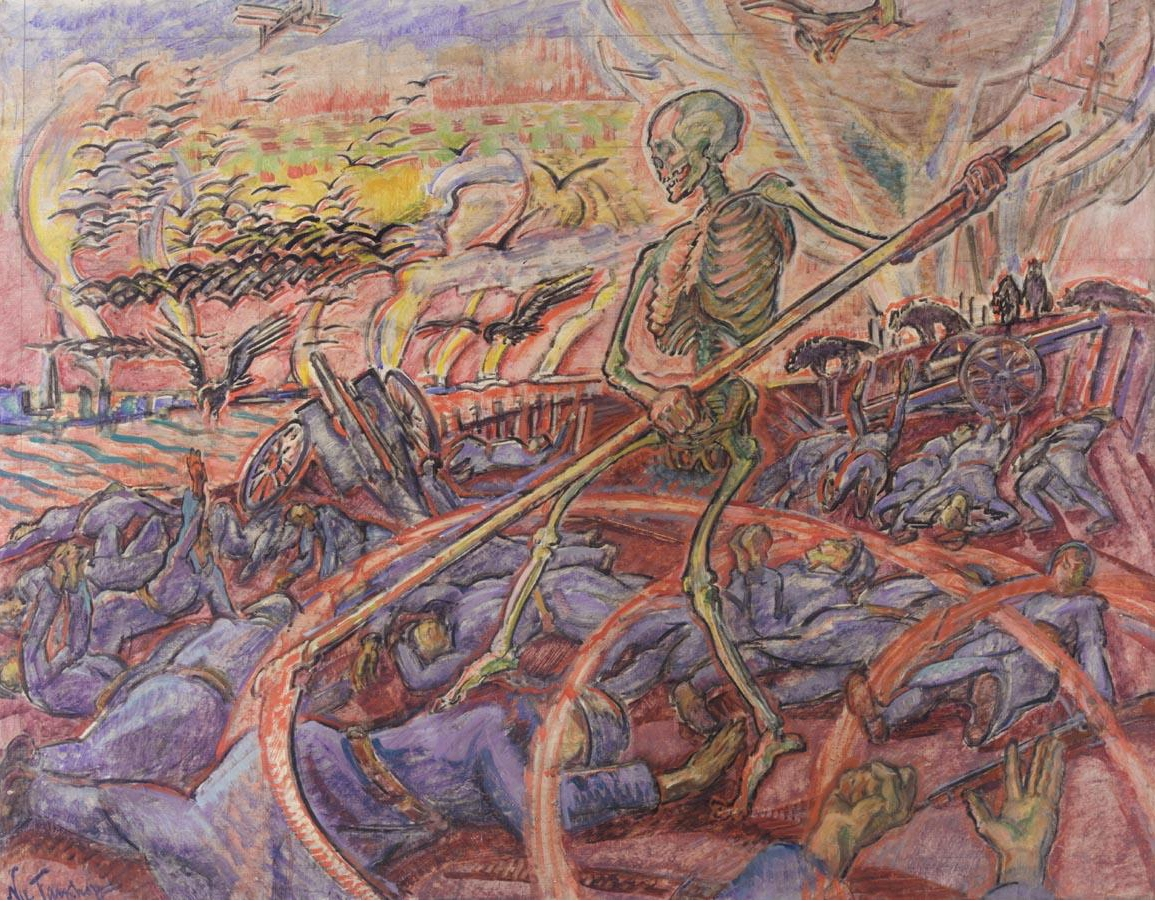
La gran segadora, quadre de Nikolai TÉ. Tarkhov.

La mort s'ha representat com una figura antropomorfa o com un personatge fictici en moltes mitologies i cultures populars.
La personificació de la mort en tant que entitat viva, conscient i sensible, és lligada a la idea de la mort i al seu pes històric i filosòfic considerable. Segons les llengües, és un personatge o bé femení (com per exemple en les llengües romàniques i eslaves), o bé masculí (com per exemple en anglès). És sovint representada sota forma d'un esquelet (o d'un cos esquelètic presentant alguns escassos esquinçalls de pell sobre certs ossos), de vegades vestida d'un gran abric negre a caputxa i d'una capa.
En moltes llengües, principalment les eslaves i romàniques, inclòs el català, la mort és tractada com una figura femenina, mentre que en altres, com l'anglès i l'alemany, com a masculina.
En el folklore occidental modern, la Mort sol representar-se com un esquelet que porta una túnica, un vestit negre amb caputxa i possiblement amb una dalla gran. La mort es coneix llavors com " la fosca segadora "O simplement "parca".
Aquest símbol d'origen italià és molt present al llarg de l'edat mitjana i el Renaixement, en quadres apocalíptics i macabres com el de Pieter Brueghel el Vell (El triomf de la mort). En un moment en què la Pesta Negra feia furor, la Parca va representar un ésser terrorífic que havia vingut a agafar els vius amb un cop de fulla. Les al·legories de la mort s'han repetit moltes vegades en treballs més recents, sobretot relacionats amb la fantasia, amb el mateix simbolisme que al seu origen.

## Representacions notables

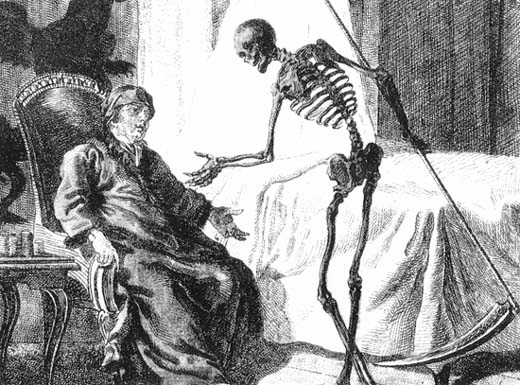
La Parca és la una de les al·legories de la Mort.

- A l'edat mitjana, la mort es imaginada com un cos humà momificat o en descomposició, que posteriorment es convertirà en l'esquelet vestit amb una toga que ens és familiar.
- Per contra, la mort de vegades es representa amb l'aparença d'una bella dona sovint vestida de negre i amb una dalla llarga.
- A causa de la connexió íntima entre el temps, la vellesa i la mort, el temps com a figura mitològica de vegades s'associa amb la mort.
- Un psicopomp és un esperit, una deïtat o un ésser que té com a funció conduir les ànimes mortes fa poc al món següent.
- La representació de la mort amb una dalla es remunta a la imatge del tità grec Cronos. Sovint se'l representava portant un globus terrestre coronat per una dalla. Cronos és el pare dels déus de l'Olimp, entre els quals Zeus. No obstant això, per escapar de la maledicció que va llançar el seu pare Úranos, decideix devorar els seus fills. Amb el sisè fill, la seva dona Rhéa, cansada d'aquests infanticidis, li dona una pedra per menjar en lloc del nen: Zeus. Aquest últim lluita contra el seu pare i el colpeja a l'estómac i li fa "vomitar" els altres nens, que el destruiran més endavant. Exiliat a la Terra, com a simple mortal, va fundar una comunitat agrícola, designada pels antics amb el nom de l'Edat d'Or. D'això en sortiria l'atribut de la dalla, una eina que simbolitza les collites, i d'aquesta manera les estacions que marquen el ritme de l'existència, que Cronos creia que podia controlar.[3]

## A les mitologies

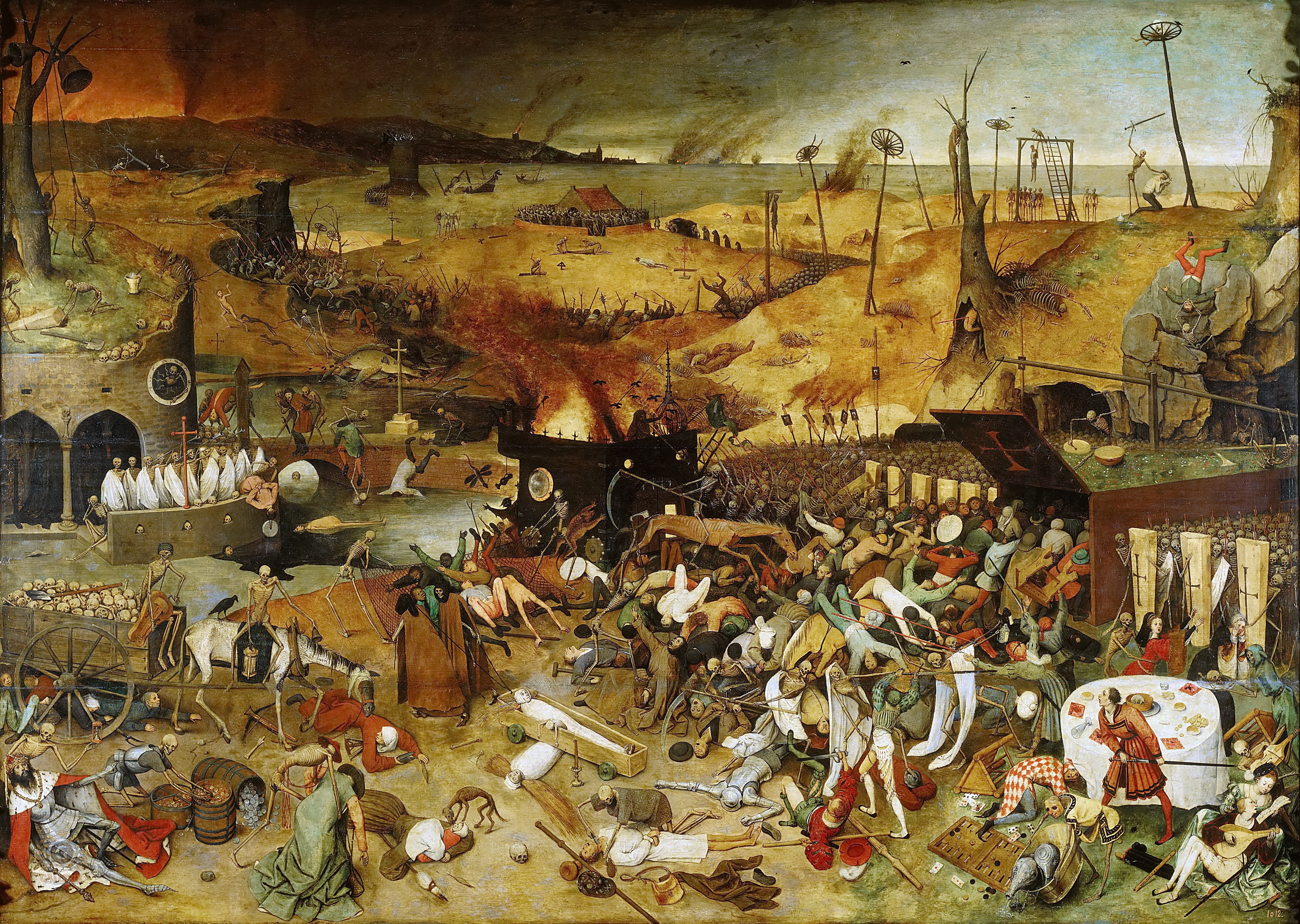
El triomf de la mort, pintura de Pieter Brueghel el Vell, segle XVI.

Hi ha deïtats en totes les mitologies que encarnen la mort o alguns dels seus aspectes:
- Ankou (bretó)
- Anubis (Antic Egipte)
- Anput (egipci)
- Andjety (egipci)
- Sesmu (egipci)
- Osiris (egipci)
- Ammut (egipci)
- Tànatos (grec antic)
- Azrael (Àngel de la mort al judaisme)
- Hela (escandinau)
- Izanami (xintoisme)
- Mictlantecuhtli (asteca)
- Morrigan (irlandès)
- Mot (Canaanita)
- Mors (imperi romà)
- Orcus (Imperi romà)
- Odin (escandinau)
- Plutó (Imperi romà)
- Hades (mitologia grega)
- Thanatos (Mitologia grega)
- Persèfone (Mitologia grega)
- Shemal (semític)
- Shinigami (Japó)
- Sielulintu (Finlàndia)
- Yama (hindú)
- Yanluowang (Cultura xinesa)

### Mitologia hindú
En els escrits hindús coneguts com els Vedas, el governant dels difunts es diu Yama o Yamaraj (literalment, el senyor de la mort). Yamaraj munta un bou negre i té un llaç retorçat amb el qual atrapa les ànimes per portar-les a la seva residència, Yamalok. Són els seus seguidors, els Yamaduts, els qui porten les ànimes a Yamalok. Aquí, Chitragupta registra les bones i les males accions, que després permeten a Yama decidir on aniran les ànimes en la seva pròxima vida, seguint la teoria de la reencarnació.
Es creu que les ànimes poden renéixer a la Terra tant en un univers paradisíac com en un infernal, depenent de les accions de la vida passada. Aquells que poden aprofitar-se del bon karma i bakhti a la seva vida aconsegueixen Mokxa, l'alliberament del cicle de la mort i el renaixement, així com del patiment provocat per la vida atrapat al cos. Yama també s'esmenta al Mahabharata com a gran filòsof i com a devot de Krixna.
Curiosament, Yama també es coneix com a Dharmaraj o rei del Dharma o de la justícia. El raonament és que es faci justícia de manera justa per a tothom, ja sigui viu o mort, segons el seu karma o el seu destí. Això es consolida encara més pel fet que Yudhishthira, el gran dels Pandaves, es considera la personificació de la justícia, a Mahabharata, on va néixer a causa de les oracions de Kunti a Yamaraj.

### Al Japó
Al Kojiki, es diu que després de donar a llum al déu del foc Hinokagutsuhi, la deessa Izanami va morir, ferida per aquest foc, i va entrar al regne de la nit perpetua, Yaminokuni. Posteriorment, Izanagi, el seu marit, la va trobar a la terra de Yomi mentre intentava tornar-la a viure. Per desgràcia, Yomi es troba a l'inframon i Izanagi va trobar la seva dona devastada per la decadència. En una discussió amb ell, Izanami va proclamar que prendre 1.000 vides cada dia era la prova de la seva posició com a deessa dels difunts. En la cultura popular, la mort també es representa com Enma (Yama), Enma Ō o Enma Daiō (Enma-Rei o Enma-Gran Rei, traduccions de यम रज Yama Raja). El Yama hindú també va inspirar el xinès Yanluo i el japonès Enma. Enma governa l'inframon, de manera similar a l'Hades grec, i decideix si els morts van al cel o a l'infern. Els pares japonesos van amenaçar els seus fills d'aquesta manera: si mentissin, l'Enma es tallaria la llengua a la ultratomba.
Hi ha altres déus de la mort, els shinigamis, que s'assemblen a la visió occidental de la mort en forma de segadora. Les representacions de shinigamis són freqüents en l'art i la ficció japonesa moderna, i estan completament absents en la mitologia tradicional japonesa.

### Paganisme eslau
Les antigues tribus eslaves van veure la mort com una dona vestida de blanc, que tenia a la mà brots joves que maig no s'eixugaven. El fet de ser tocat per aquests brots et feia caure en un son perpetu. Aquesta representació va sobreviure al cristianisme al llarg de l'edat mitjana i no va ser substituïda per la imatge més estesa a la tradició europea d'un esquelet que arriba només a finals del segle XV.

### Paganisme lituà
Els lituans van anomenar Death Giltinè, de la paraula "gelti" que significa "punxar". Giltinè era retratada com una vella lletja, amb un nas llarg i blau i una llengua enverinada. La llegenda diu que Giltinè era una jove bonica i alegre que va estar tancada set anys en un fèretre. La deessa de la mort era la germana de la deessa de la vida i del destí, Laima, que simbolitzava la relació entre el principi i el final de la vida.
Més tard, els lituans van adoptar la visió cristiana de la mort, amb la seva túnica negra i la seva dalla.

## A les tres religions abrahàmiques

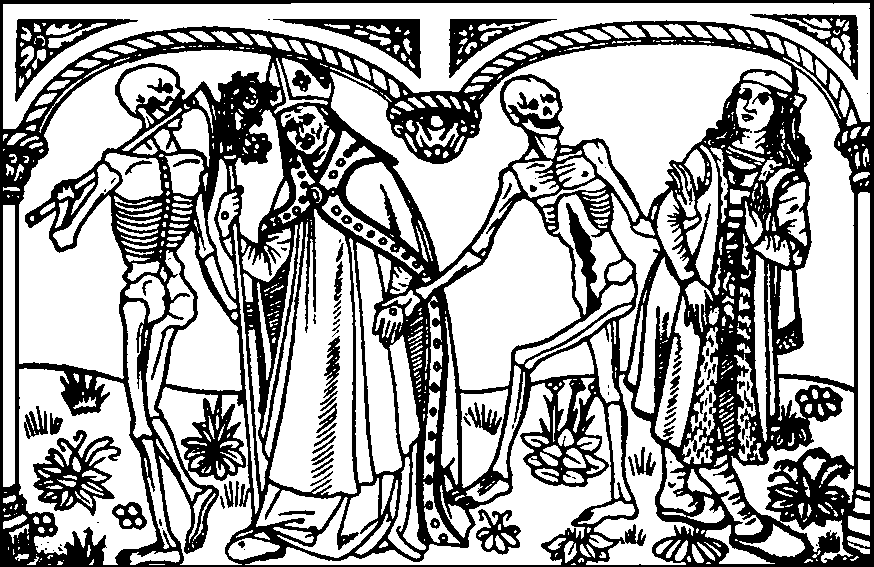
La Dansa de la Mort és representativa de l'època medieval. S'anomenen Danses macabres en francès. Gravat de Guyot Marchant, 1486.

A la Bíblia, el quart cavaller d'Apocalipsi es diu Mort: L'àngel del Senyor va segar així 185.000 homes en un campament assiri (2 Reis; 19,35).
Quan Déu decideix de matar els nou-nats egipcis, ordena al « destructor » (shâchath) d'estalviar-se les cases marcades de sang sobre la llinda i els muntants de les portes (Èxode; 12, 23). L'àngel de la destrucció mal'ak ha-mashḥit, es desencadena contra el poble de Jerusalem (2 Samuel; 24,15).
A les Cròniques (21, 16), el rei David veu "l'àngel de Jahvè que es troba entre el cel i la terra, l'espasa desembeinada a la mà, estesa cap a Jerusalem".
Al llibre de Job (33,2), trobem el terme "destructor" (memitim) que la tradició ha identificat amb "l'àngel destructor" (mal'ake Khabbalah), mentre que el llibre de Proverbis (26, 14) esmenta els "àngels de la mort" (mal'ake ha-mavet). El nom d'Azrael també es troba com l'àngel de la mort.

### Judaisme
Segons Midraix, l'àngel de la mort va ser creat per Déu el primer dia. El seu domini és el paradís, des d'on arriba a la Terra en vuit dies, tot i que la pestilència només un. Té 6 parells d'ales.

### Cristianisme

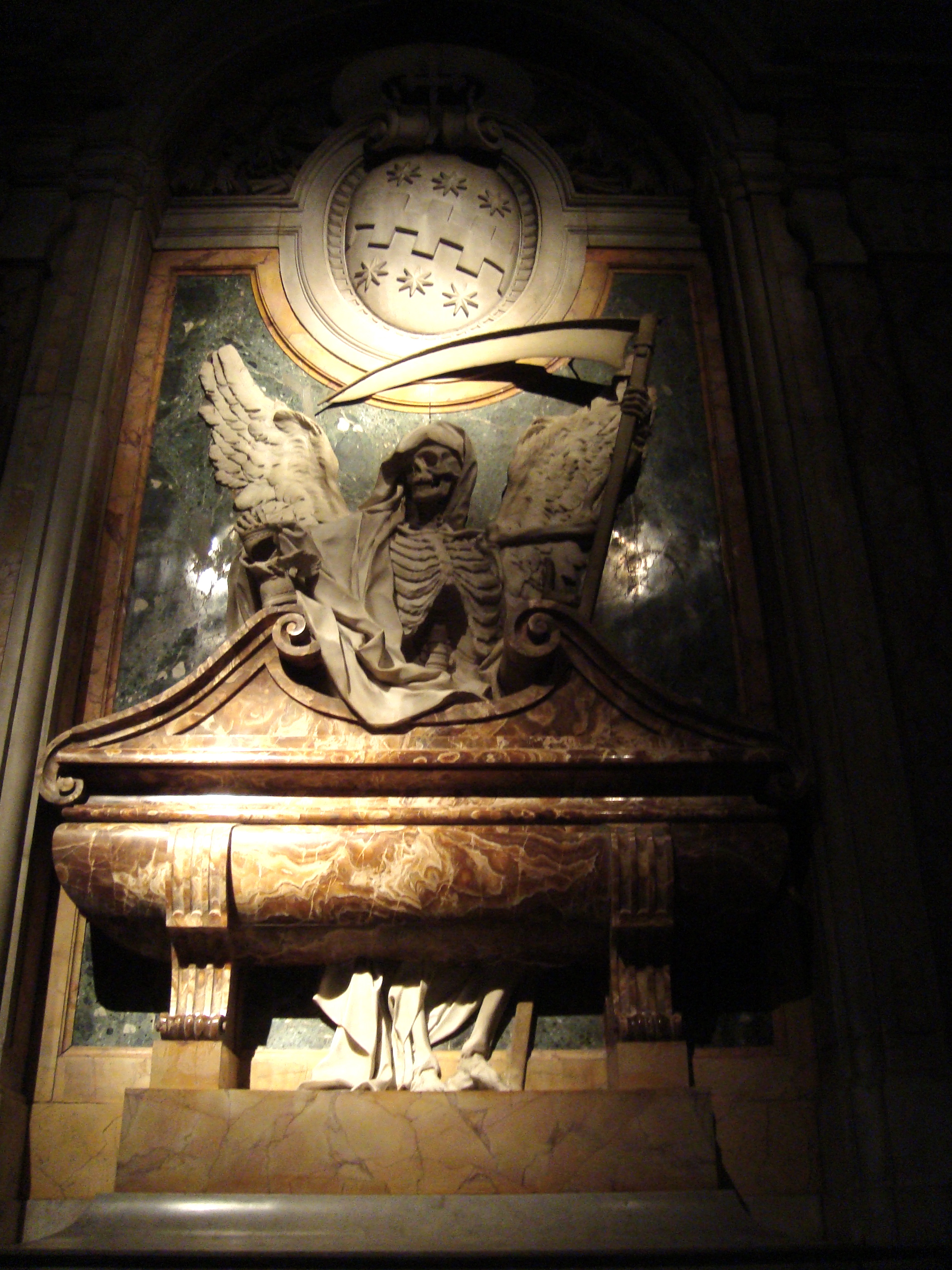
La parca sobre les tombes de les esglésies

La mort s'esmenta de vegades al Nou Testament, sigui com a personificació o com a fet. És assimilada al malvat àngel Sammael. Trobem una al·lusió als Fets dels Apòstols (2,24): "Però Déu el va ressuscitar, alliberant-lo de les penes de l'Hades. Per tant, no va ser possible que es mantingués en el seu poder ”.
Alguns passatges posteriors, però, són més explícits. L'Epístola a Romans 5 parla de la mort com "va dominar des del període d'Adam fins a Moisès», I diversos passatges de les epístoles parlen del treball de Crist a la creu i de la seva resurrecció com a enfrontament amb la mort. Entre aquests versos s'inclouen l'Epístola als romans (6,9) i la segona epístola a Timoteu (1,10).
La Primera carta als Corintis (15,26) diu: L'últim enemic a destruir és la mort La qual cosa implica que la Mort no ha estat destruïda d'una vegada per totes, en el sentit que cada cristià ha de ser portat a conquerir la mort al seu torn.

#### A Mèxic

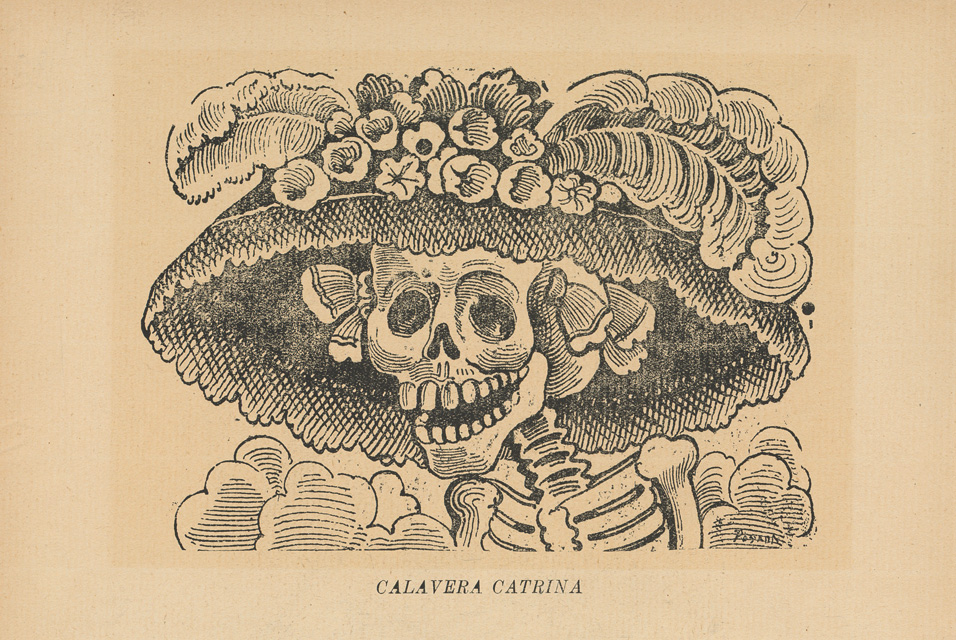
La Calavera Catrina, de José Guadalupe Posada (1913).

La cristianització de la societat mexicana es va aconseguir mitjançant el sincretisme religiós amb els rituals i les creences mesoamericanes.
Com a resultat, en la tradició cristiana (i fins i tot laica) del Mèxic contemporani, la Mort se simbolitza en formes heretades tant dels costums mesoamericans, cristians i mexicans. Per al Dia de Morts, en particular, la mort és protagonitzada per nombroses representacions, com la Catrina o les calaveres.

### Islam
En la tradició islàmica, l'àngel de la mort es diu Malak Al Mawt que es tradueix literalment per àngel de la mort.
Al-Ghazâlî, a la seva obra La perla preciosa (Ad-Doura al-fâkhira) recopila un conjunt de tradicions, des de l'Alcorà, la Sunna, frases de mestres espirituals reportades en forma simbòlica, relacionades amb la mort a l'islam.

## A les arts i la cultura popular
El personatge de la Mort apareix en moltes obres de ficció, des de pel·lícules dramàtiques o comèdies fins a Ciència-ficció o fantasia.

### Contes populars
- La veu de la mort, conte romanès.

### Literatura

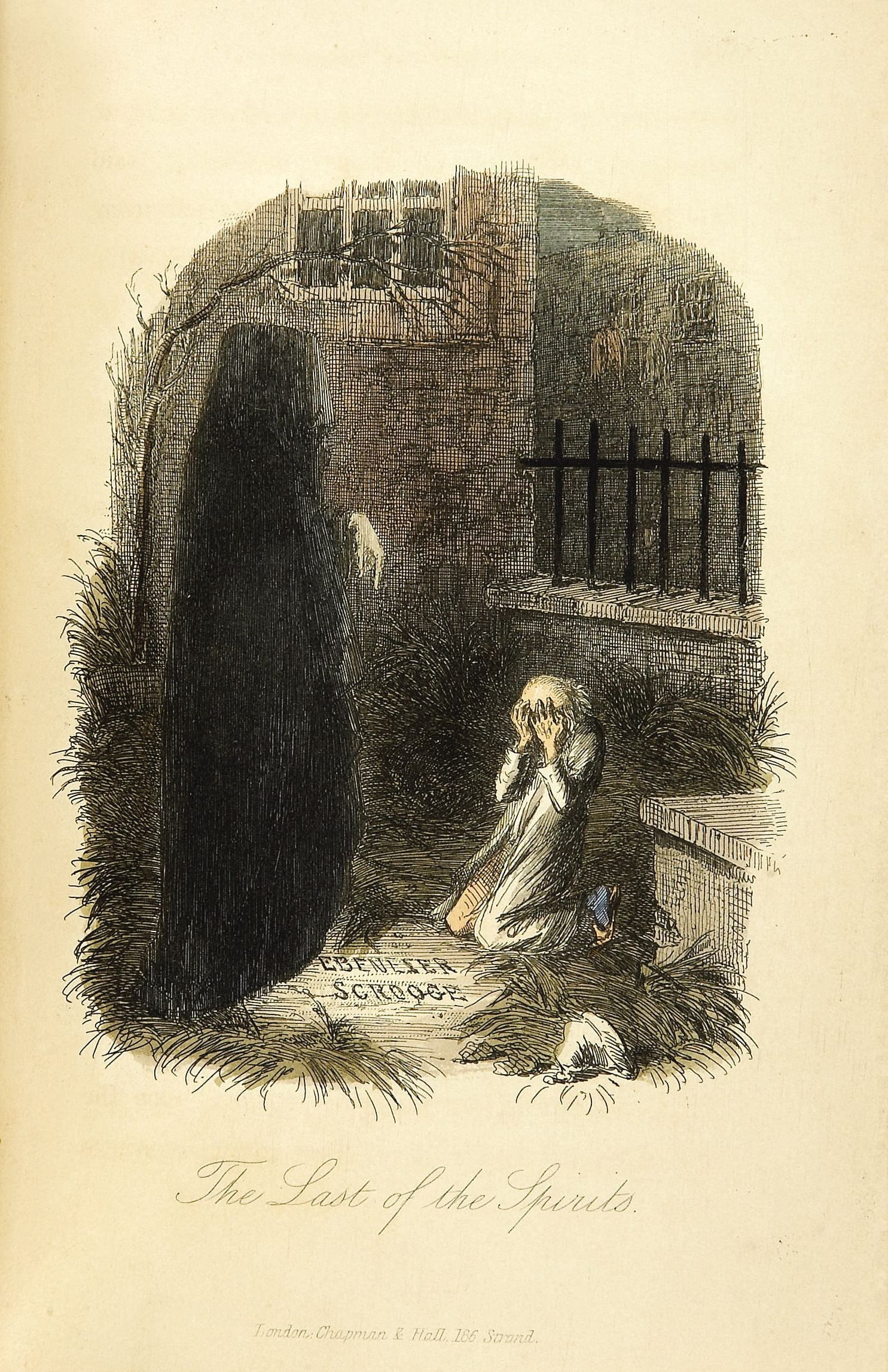
El Future Christmas Ghost mostra la seva tomba a Ebenezer Scrooge a Cançó de Nadal.

- Al segon llibre de John Milton del Paradís perdut (1667), la mort guarda amb Sin les claus de la porta de l'infern.
- A l'univers Discworld de Terry Pratchett (1983), la Mort és un dels personatges recurrents més importants.[note 1] apareix a tots els llibres de la sèrie, excepte un.
- A Harry Potter i les relíquies de la Mort (2007), la Mort té un paper en un conte infantil, la història de tres germans bruixots que van aconseguir travessar un riu on la majoria de la gent moria mentre el travessava.
- A Cançó de Nadal de Charles Dickens, l'esperit dels futurs nadals recorda les imatges de la segadora.

### Còmic
- Al còmic de la Mort: La vida... a quin preu! (1993), l'escriptor anglès Neil Gaiman imagina la Mort com una jove vestida de negre amb maquillatge i joies egípcies (un Ankh) i compartint emocions humanes.
- La mort és el personatge principal de la sèrie de còmics Les aventures de la mort i Lao-Tse de Philippe Delan (1996)[11]
- Al manga Death Note (2003), la trama presenta shinigamis, dimonis psicopomps del folklore japonès.
- En el manga Soul Eater, s'utilitza una acadèmia per formar ànimes segadores. El director de l'acadèmia i el seu fill, un dels protagonistes, són ells mateixos shinigami o déus de la mort.
- A la historieta La Petita Mort(a) (2016), Davy Mourier va crear un personatge femení representat com una segadora.[12]
- Al manga de Jojo's Bizarre Adventure, hi ha un estand anomenat Death 13, que pot matar les seves víctimes en els seus somnis. Aquest també es representa sota l'aparell de la parca.
- A la historieta Memento Maurice (2019), Olivier Cotte i Martin Viot, la Mort s'encarna a la Terra en un intent de convertir-se en un gran artista còmic del teatre rebent l'ajut d'un cirurgià divertit però ple d'errors.
- El personatge de Death, una entitat còsmica a l'univers fictici de Marvel Comics.

### Cinema
- A El setè segell (1957), el director Ingmar Bergman pinta un dels retrats més cridaners i simbòlics de la mort. Aquesta descripció influirà fortament en les altres obres de cinema posteriors. Veiem un cavaller medieval que torna de les croades (Max von Sydow) jugant als escacs amb la Mort (Bengt Ekerot); l'aposta del joc és la seva vida. El crític nord-americà Roger Ebert va dir d'aquesta actuació que era

| « | tan perfecte que sobreviuria totes les paròdies | » |

- A Monty Python: The Meaning of Life (1983) de Terry Jones, l'últim esbós de la pel·lícula mostra la mort arribant a una casa per emportar-se tots els seus ocupants, morts a causa d'una mousse de salmó feta malbé, arrossegant-los (i els seus cotxes) al més enllà.
- A Taram and the Magic Cauldron (1985), un dibuix dels estudis Disney, el Senyor Fosc evoca molt la representació al·legòrica de la Mort. De fet, té l'aspecte d'un cadàver sec el rostre de la qual és només un crani, vestit amb una túnica amb caputxa que s'assembla a la que habitualment porta la parca. També dirigeix un exèrcit d'esquelets revifats, com la Segadora en el quadre El triomf de la Mort de Pieter Brueghel el Vell.
- A L'al·lucinant viatge de Bill i Ted (1991) de Peter Hewitt, Death és un personatge divertit, mandrós i sarcàstic. Porta un vestit negre, una dalla, té la pell blanca i és calba.
- A L'últim heroi d'acció de John McTiernan (1993), la mort imaginada per Ingmar Bergman a The Seventh Seal i interpretada també per Ian McKellen, és com una " pel·lícula dins de la pel·lícula on es desenvolupa l'acció, fins al món real, i discuteix el sentit de la vida amb l'heroi Danny Madigan.
- A The Frighteners de Peter Jackson (1996), el director posa en escena una figura invisible de la mort armada amb una dalla assassina. Al final de la pel·lícula resulta que no és la pròpia Mort, sinó el fantasma disfressat d'un assassí en sèrie, executat mort.
- A Meeting with Joe Black (1998) de Martin Brest, Death pren prestades les funcions de l'actor Brad Pitt.
- A la sèrie de pel·lícules de James Wong Final Destination (2000-2011), els personatges de cada pel·lícula són assassinats, un per un, per la mateixa Mort. Es manifesta especialment a la primera part per una mena de fum negre que podem veure indirectament en un reflexe.
- A Click (2006) de Frank Coraci, el personatge de Michael Newman (Adam Sandler) és un home que descobreix que té el poder de canviar aspectes de la seva vida mitjançant un control remot. La Mort, interpretada per Morty (Christopher Walken), acaba per endur-se el seu pare, i després el mateix Newman, després d'explicar-li la importància de viure la seva vida cada dia.
- A Hellboy II: L'exèrcit daurat (2008) de Guillermo del Toro, l'Àngel de la Mort salva Hellboy a petició d'Elizabeth Sherman, malgrat les terribles conseqüències per al món.
- A L'últim conte de Rita (2011) de Renata Litvinova, la sofisticada figura de la mort és encarnada per la mateixa directora.[13]

### Sèries de televisió
- A la sèrie Supernatural, la Mort és present a les temporades 5 i 6 en forma d'un home vell amb els cabells llargs, alliberat per Llucifer, que tenia previst desencadenar l'Apocalipsi.
- A Charmed, l'àngel de la mort no pertany ni al bé ni al mal. S'emporta les persones que han de morir i no podem aturar-lo. El personifica un home vestit de negre i que no té cap altra particularitat que ser invencible.
- A Guardian: The Lonely and Great God, el Grim Reaper està representat per un home guapo amb un vestit negre amb un barret negre que en la seva vida anterior ha comès un enorme pecat. Això el va portar a convertir-se en immortal i a haver de guiar cada dia els difunts cap al més enllà. Rep cartes cada dia amb el nom, l'edat, l'hora i la data en què morirà una persona.[14][15]
- A Sons of Anarchy, el Grim Reaper és un motiu fonamental, que apareix sobretot a la jaqueta dels membres del club com a emblema d'aquest últim. També apareix al·legòricament amb l'aparença d'una dona necessitada, creuant-se amb els altres personatges durant les escenes clau (en particular quan un personatge mor o morirà aviat). La dimensió simbòlica i poètica d'aquest personatge es revela a l'últim episodi.

### Música
- A Franz Schubert cançó Der Tod und das Mädchen de Schubert, el diàleg entre la mort i la nena és el tema.
- A les cançons Songs and Dances of Death de Modest Mússorgski, la mort finalment va aparèixer com el salvador.
- El grup Blue Öyster Cult fa referència a la mort en el seu èxit de 1976 (Don't Fear) The Reaper.
- La banda britànica de heavy metal Iron Maiden va utilitzar la mort com a figura del seu àlbum Dance of Death (2003).
- Grim Reaper és el nom d'una banda de heavy metal britànica.
- La banda de death metall Death, presenta la versió de les primeres versions del seu logotip.
- La banda finlandesa de death metall melòdic Children of Bodom utilitza sovint la imatge de la mort per a les portades dels seus àlbums.
- La banda de black metal Emperor mostra la mort presidint una Cacera infernal, a la portada del seu EP Emperor (1993) i el seu àlbum In The Nightside Eclipse (1994), This is a reference to La Mort de Gustave Doré.
- La banda de black metal Dissection va utilitzar la mort com a figura del seu àlbum Storm of the Light's Bane (1995), del seu EP Where Dead Angels Lie (1996) i del seu àlbum Live Legacy.
- La banda de black metal In Aeternum va utilitzar la mort al seu àlbum The Pestilent Plague (2000).
- La banda de black metal Antestor va utilitzar la mort al seu àlbum The Forsaken (2005).
- Al musical Elisabeth, la Mort s'enamora de l'emperadriu Elisabeth, coneguda com a Sissi.
- A la cançó My Favorite Bistro de Renaud, la cantant hi fa al·lusió i espera que el porti allà. També hi fa referència a Camina a l'ombra.
- L'àlbum The Seventh Life Path del grup Sirenia utilitza la figura del Grim Reaper, al costat d'una jove vestida de blanc.

## Iconografia

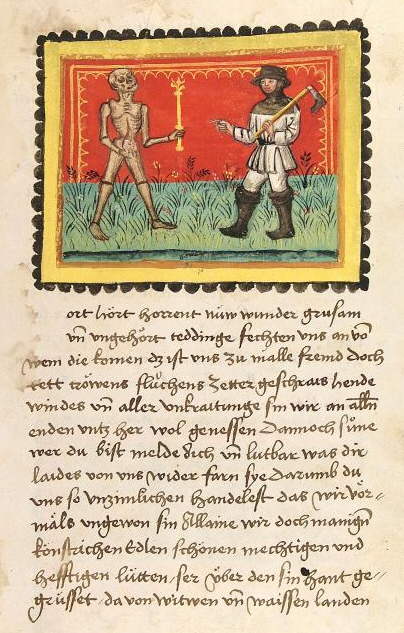
La Mort et le paysan. Manuscrit il·lustrat de Johannes von Tepl (vers 1470).
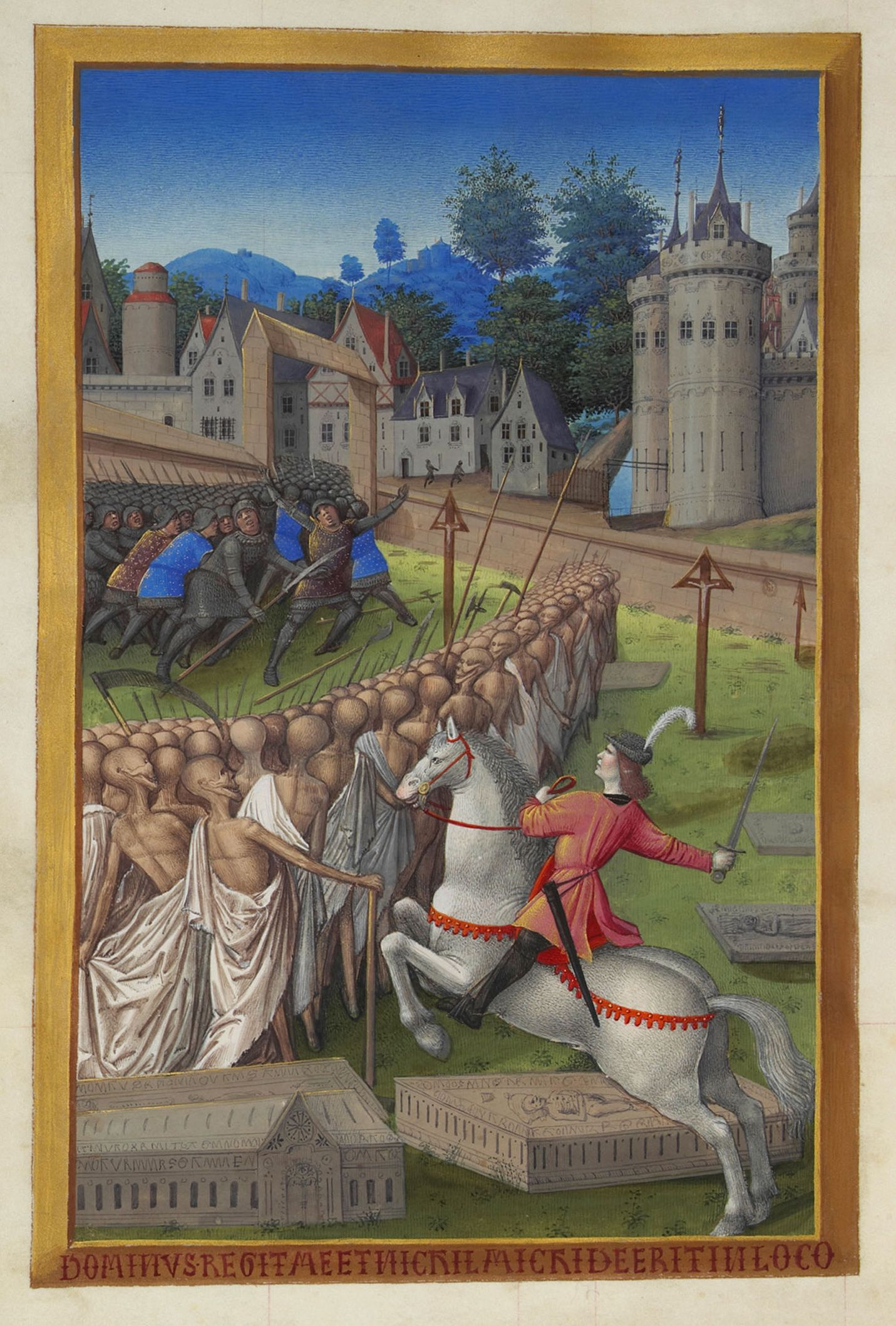
El cavaller de la Mort. Les Très Riches Heures du duc de Berry par Jean Colombe, musée Condé (vers 1485-1486).
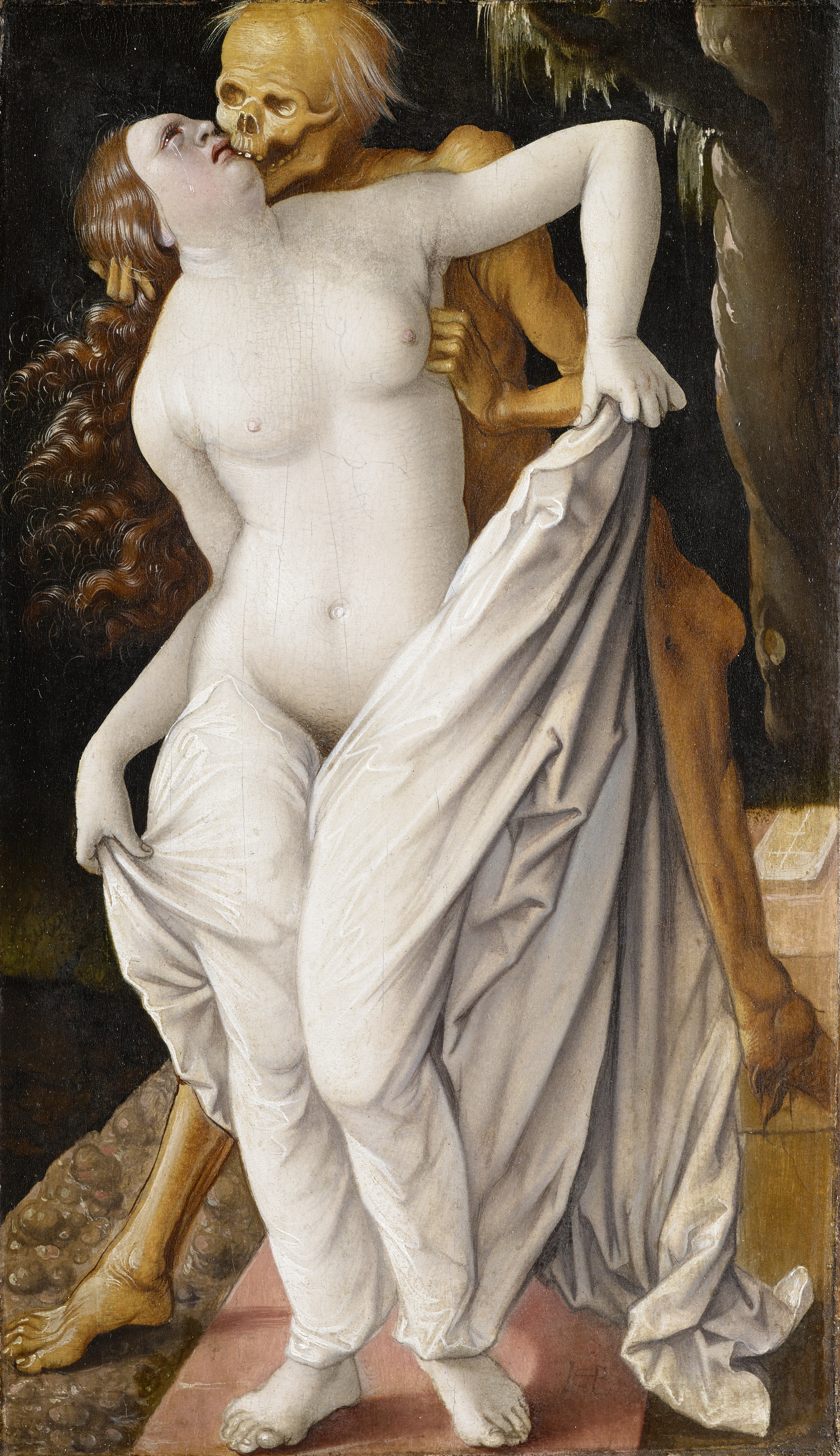
La femme et la Mort de Hans Baldung (vers 1519).
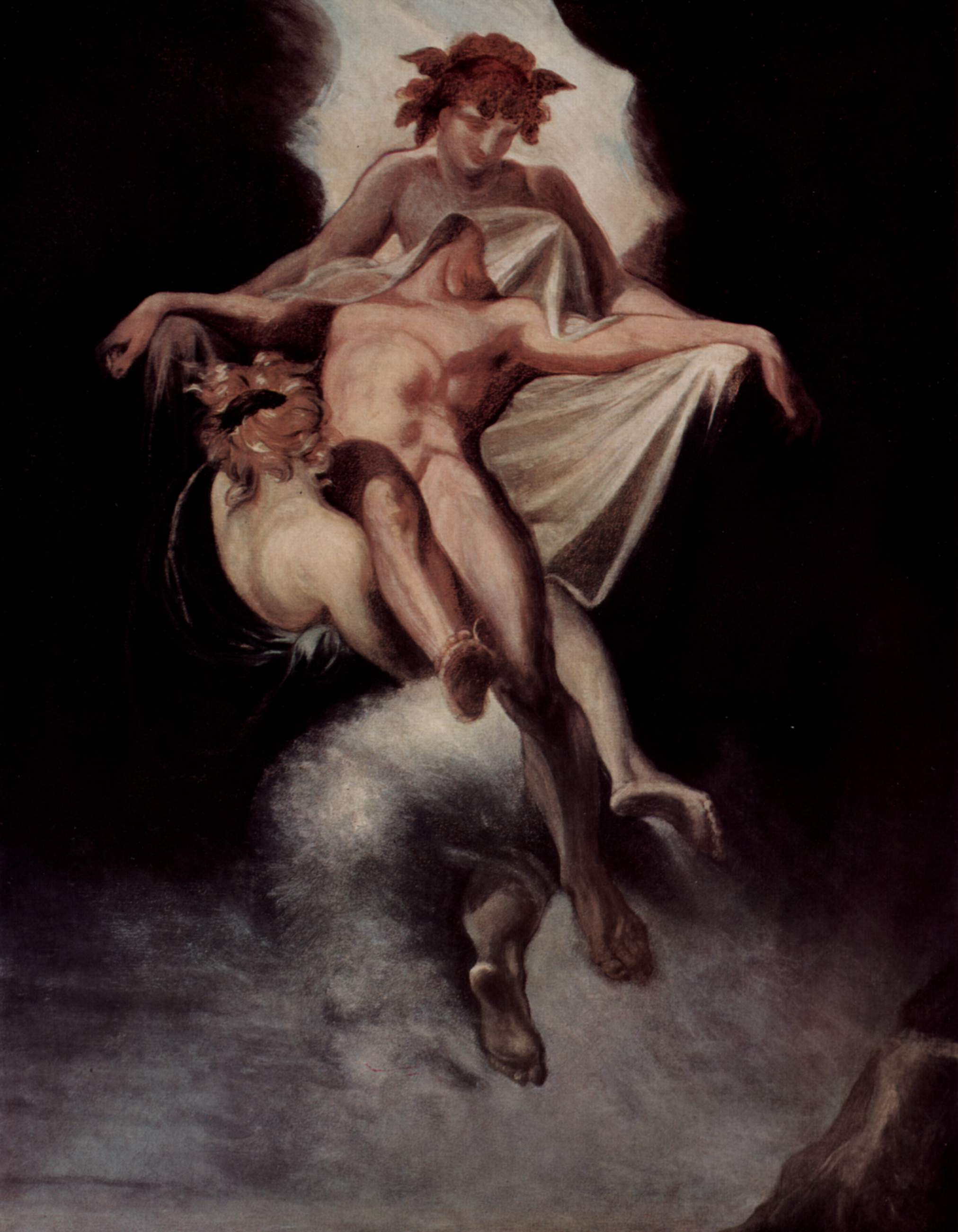
Le Sommeil et la Mort emportent le corps de Sarpédon en Lycie. de Johann Heinrich Füssli (1803).

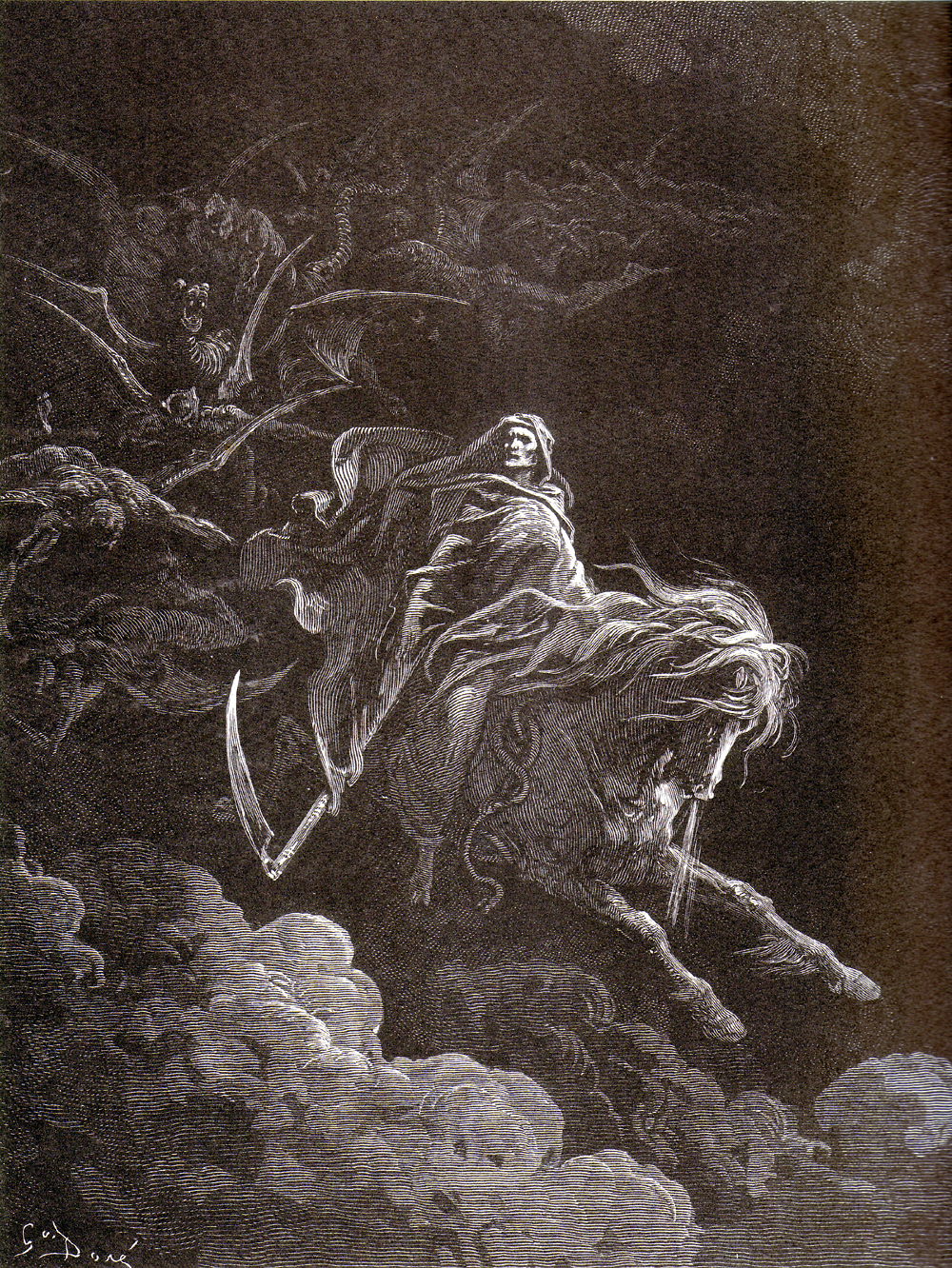
El quart cavaller de l'Apocalipsi, la Mort, sobre el cavall pàl·lid - Gravat de Gustave Doré (1865).
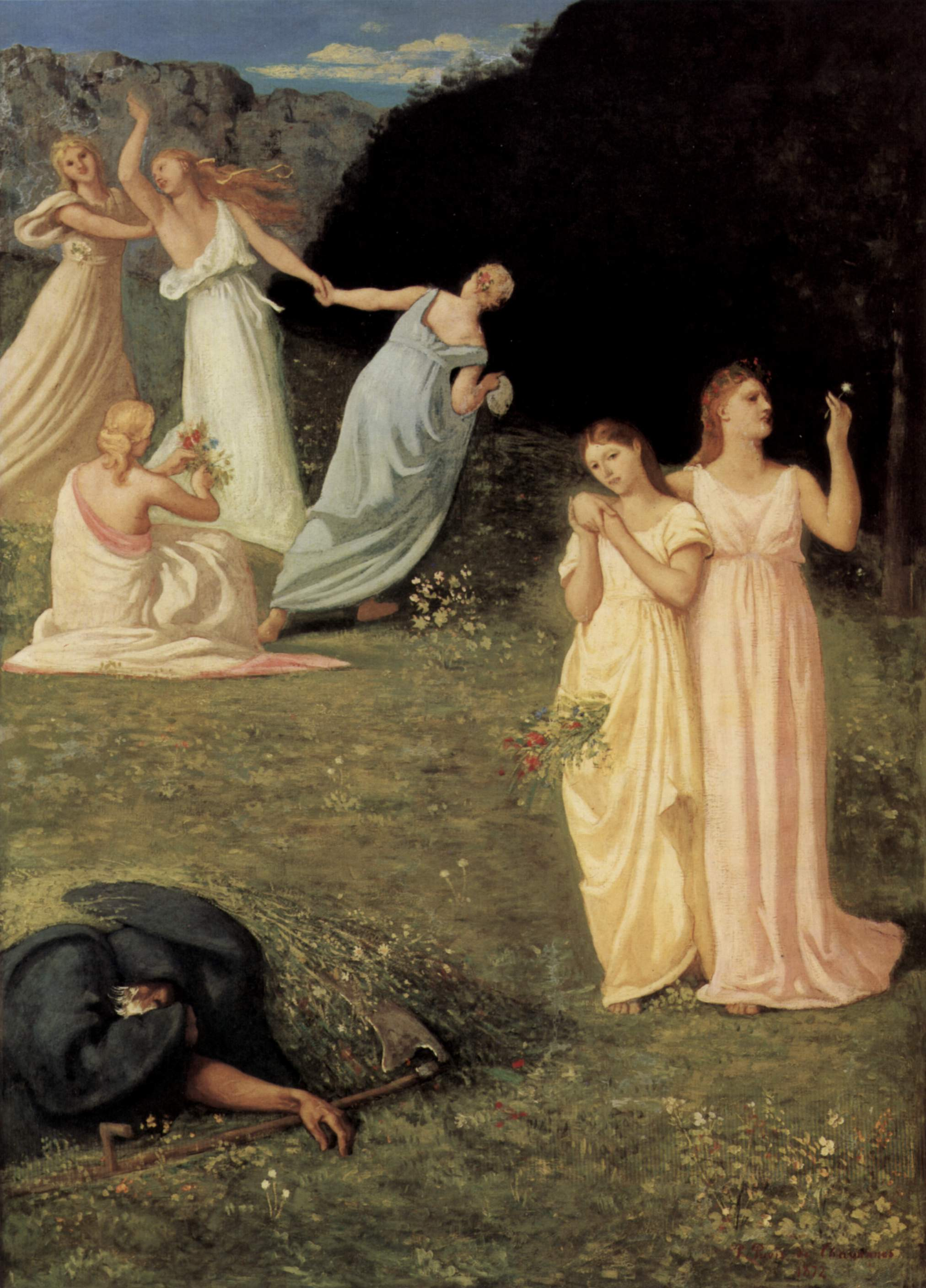
La Mort et les jeunes filles. de Pierre Puvis de Chavannes (1872).
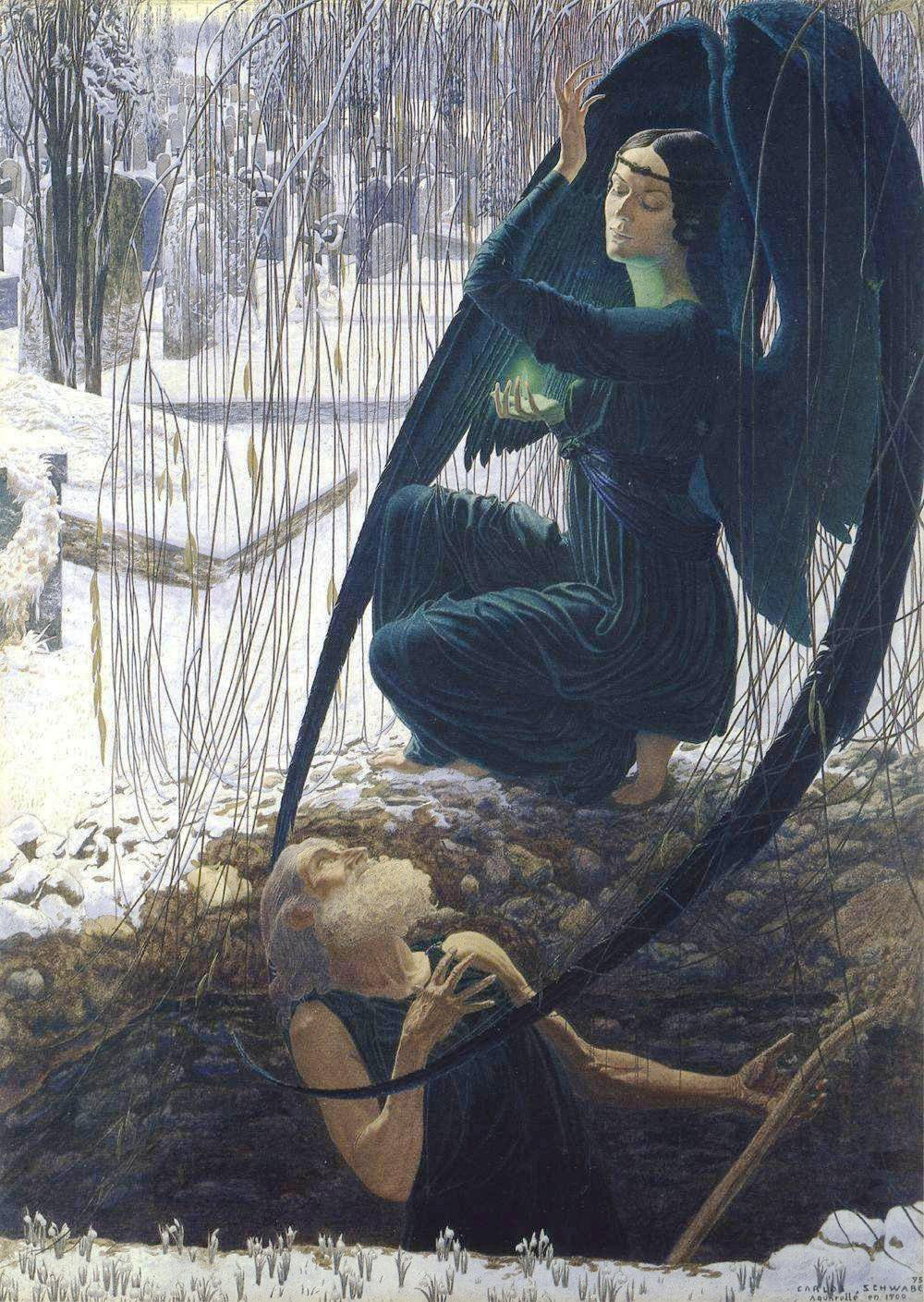
La Mort la segadora. de Carlos Schwabe (vers 1890).
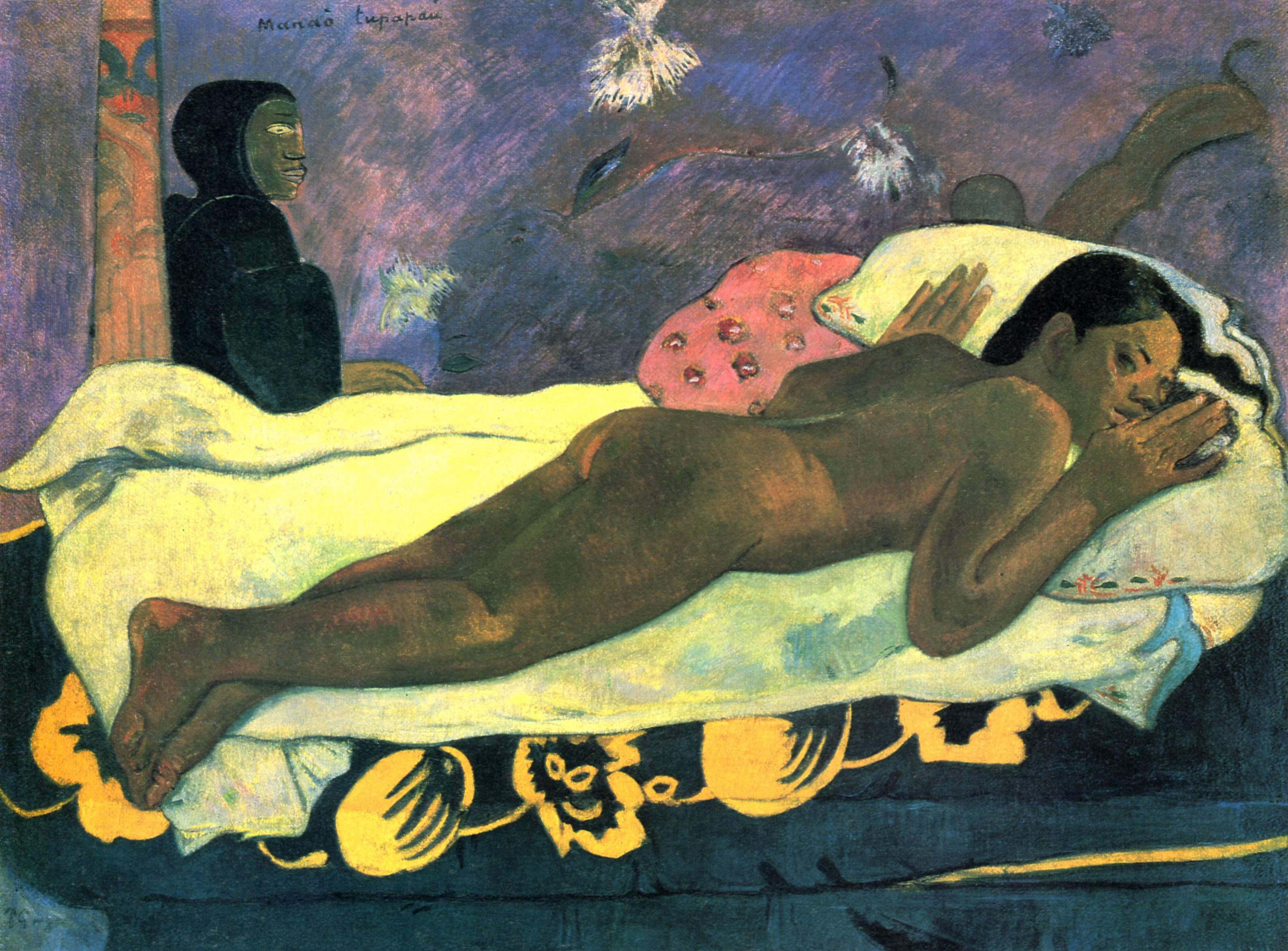
L'esperit dels morts vetlla. de Paul Gauguin (1893).
La Mort i la dona. d'Egon Schiele (1915).
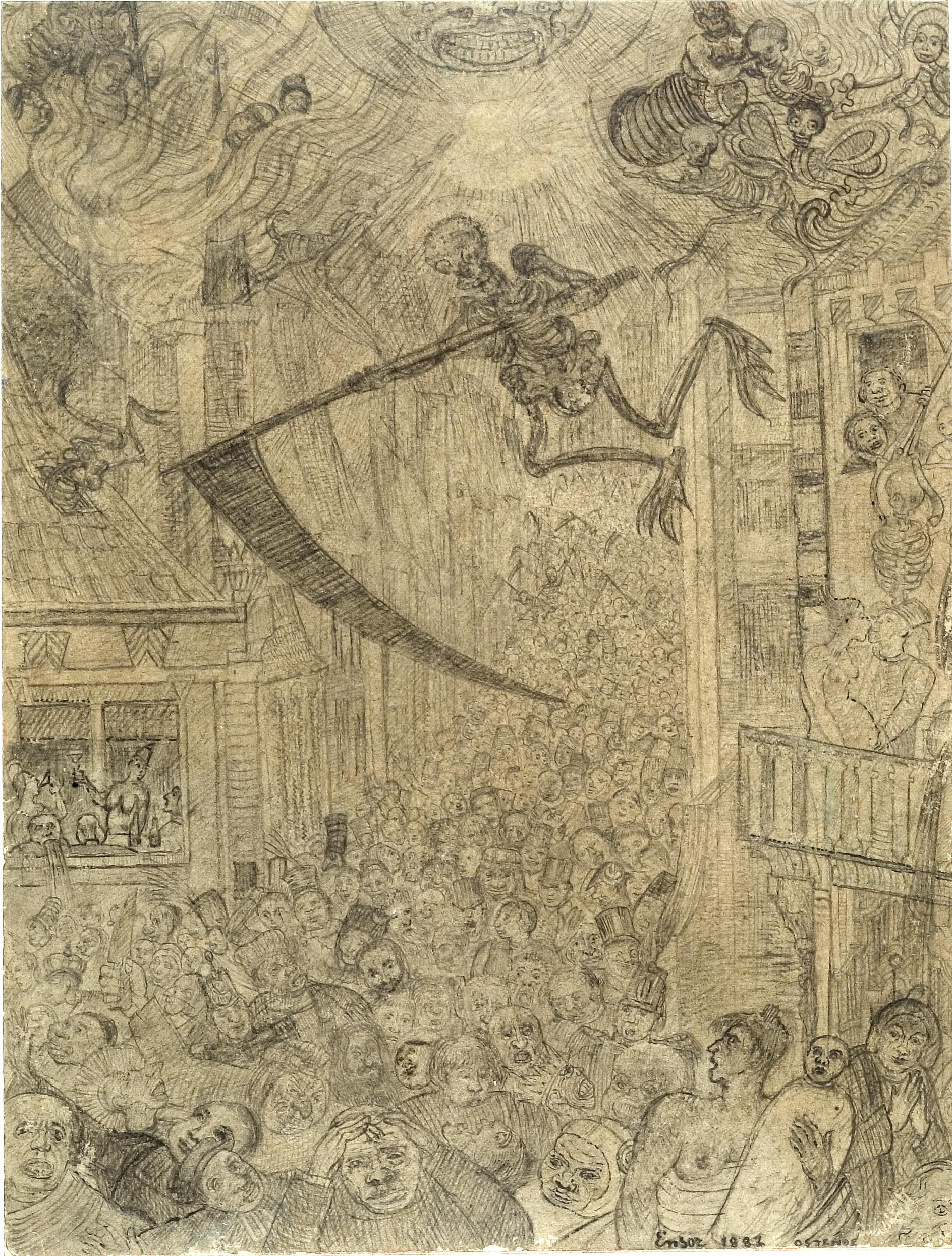
De triomf van de dood, de James Ensor, 1887, Museu reial de Belles Arts d'Anvers